# Rasclet d'antifaç
El rasclet d'antifaç (Rufirallus viridis) és una espècie d'ocell de la família dels ràl·lids (Rallidae) que viu en diversos hàbitats, entre ells les praderies i el medi humà, de Sud-amèrica, a Colòmbia, sud de Veneçuela, Guaiana, est de l'Equador i del Perú, nord de Bolívia i Amazònia i costa sud-oriental del Brasil.